# Irina Ushakova
Irina Vasilyevna Ushakova est une escrimeuse soviétique née le 29 septembre 1954 à Gomel. Elle a notamment remporté une médaille d'argent olympique par équipes en fleuret.

## Palmarès

### Jeux olympiques
- Médaille d'argent en fleuret par équipe aux Jeux olympiques de 1980 à Moscou

### Championnats du monde
- Médaille d'or en fleuret par équipe aux Championnats du monde 1979 à Melbourne
- Médaille de bronze en fleuret par équipe aux Championnats du monde 1985 à Barcelone